# Ofcom
Office of Communications або Ofcom — британське агентство, яке регулює роботу теле- та радіокомпаній, а також поштової служби.
Має широкі повноваження, затверджені державою. Згідно зі статутом, Ofcom представляє інтереси громадян шляхом заохочення конкуренції мовників та захисту населення від шкідливих чи образливих матеріалів   .
У повноваження Ofcom входять:
- ліцензування мовників;
- розробку правил і політики в галузі публічного мовлення;
- розбір конфліктів мовників;
- підтримку вільної конкуренції;
- захист радіочастотного спектру від зловживань (наприклад, від «піратських» радіостанцій).

Агентство було створено відповідно до «Закону про управління комунікаціями» (2002) та отримав повноваження відповідно до «Закону про зв'язок» (2003).